# Tyrrhéniens
Pour les articles homonymes, voir Tyrrhénien.
Tyrrhéniens (latin Tyrrhenus, emprunté au grec Τυρρηνός, Turrênós, signifiant « Étrusque »), ou Tyrsènes, est un xénonyme qu'ont employé les Grecs de l'Antiquité pour désigner un peuple d'Italie dénommé « Étrusques » par les Romains.

## Dénominations
On trouve le nom sous des formes diverses :
- Tyrrhènes, Tyrrhènes-Pélasges[2],[3],[4],[5] ;
- Tyrsènes[2] ;
- Tyrrhenus ou Tyrrhenís[6], en latin ;
- « Τυρρηνός » ie. « Turrênós », en grec ancien (équivalent de « étrusques »).

## Contexte géographique
Les Tyrrhéniens étaient implantés en Étrurie (l'actuelle Toscane), dans la moitié nord de la péninsule italienne, au moins depuis le XIIe siècle av. J.-C. (culture protovillanovienne). À partir du Xe siècle av. J.-C., ils pratiquent le commerce avec les Grecs (notamment avec les Eubéens) et les Phéniciens. Leur influence s'étend vers le sud à compter de la fin du VIIe siècle av. J.-C., où ils prennent le contrôle de Rome. En 616 av. J.-C., Tarquin l'Ancien devient le premier roi étrusque de Rome.

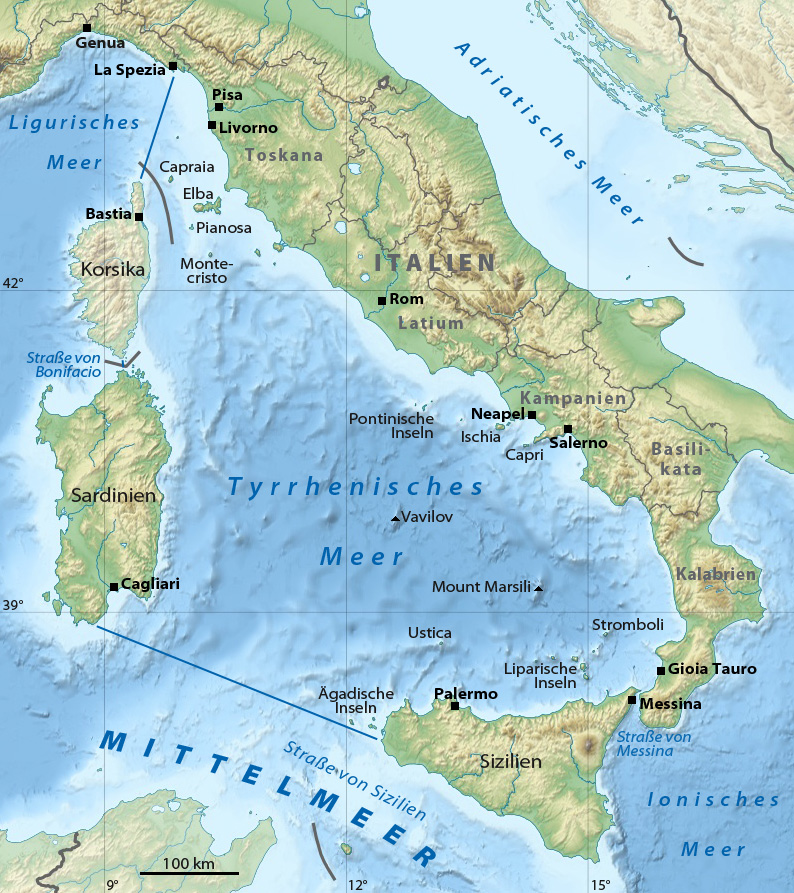
Carte de la mer Tyrrhénienne

## Archéologie

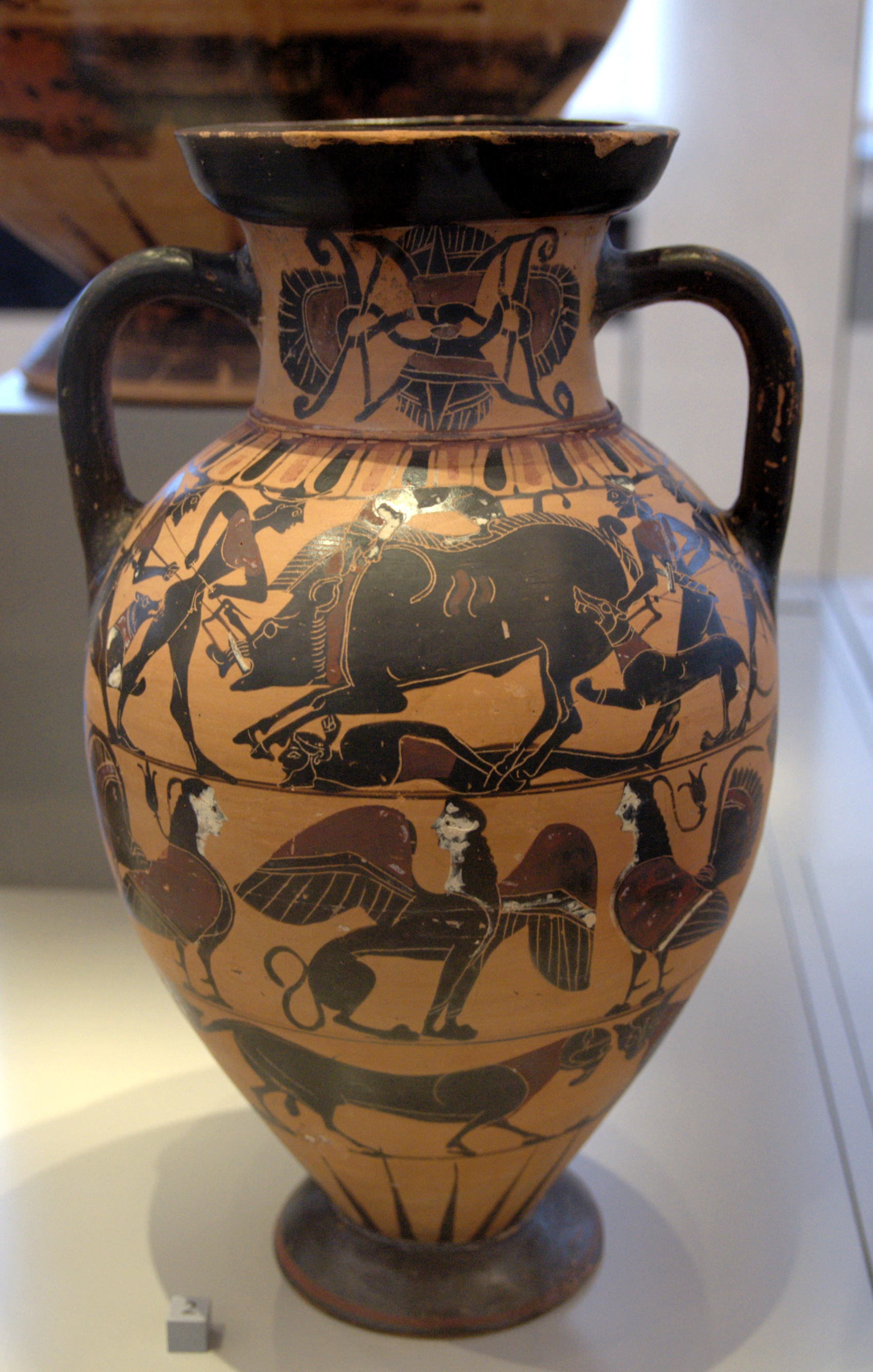
Amphore confectionnée en céramique de type attique à figure noires. Artéfact appartenant à la sériation archéologique dite groupe Tyrrhénien Holwerda. Scène illustrant une chasse au sanglier de Calydon. Indexé au milieu du et mis au jour en Étrurie méridionale. Altes Museum à Berlin.

Témoignages archéologiques et représentations des Tyrrhéniens
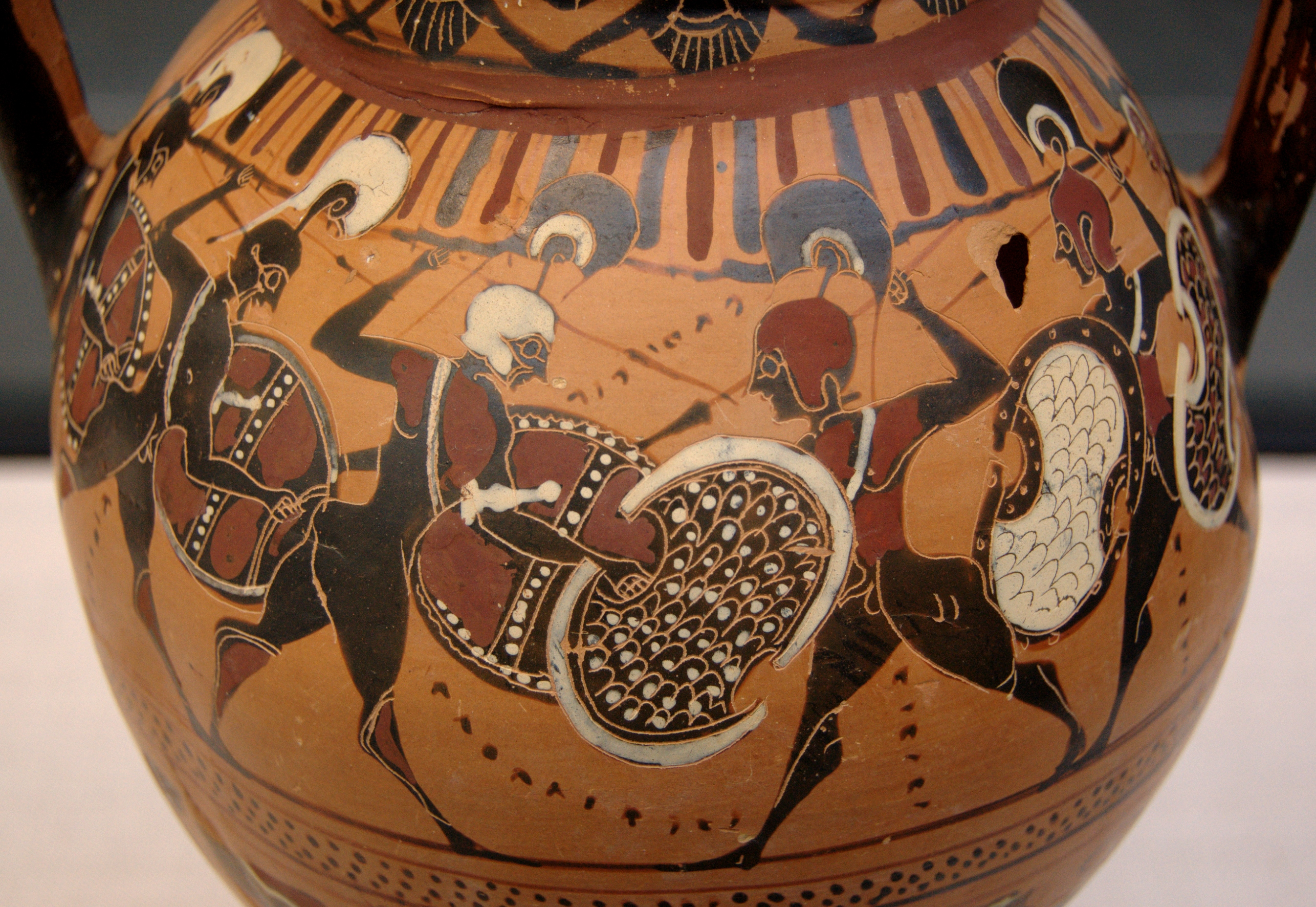
Face A d'une amphore. Céramique attique à figures noires datée d'environ 560 av. J.-C.. Fresque représentant une phalange tyrrhénienne. Artéfact conservé et exposé à la Collection des Antiquités, à Munich[7].
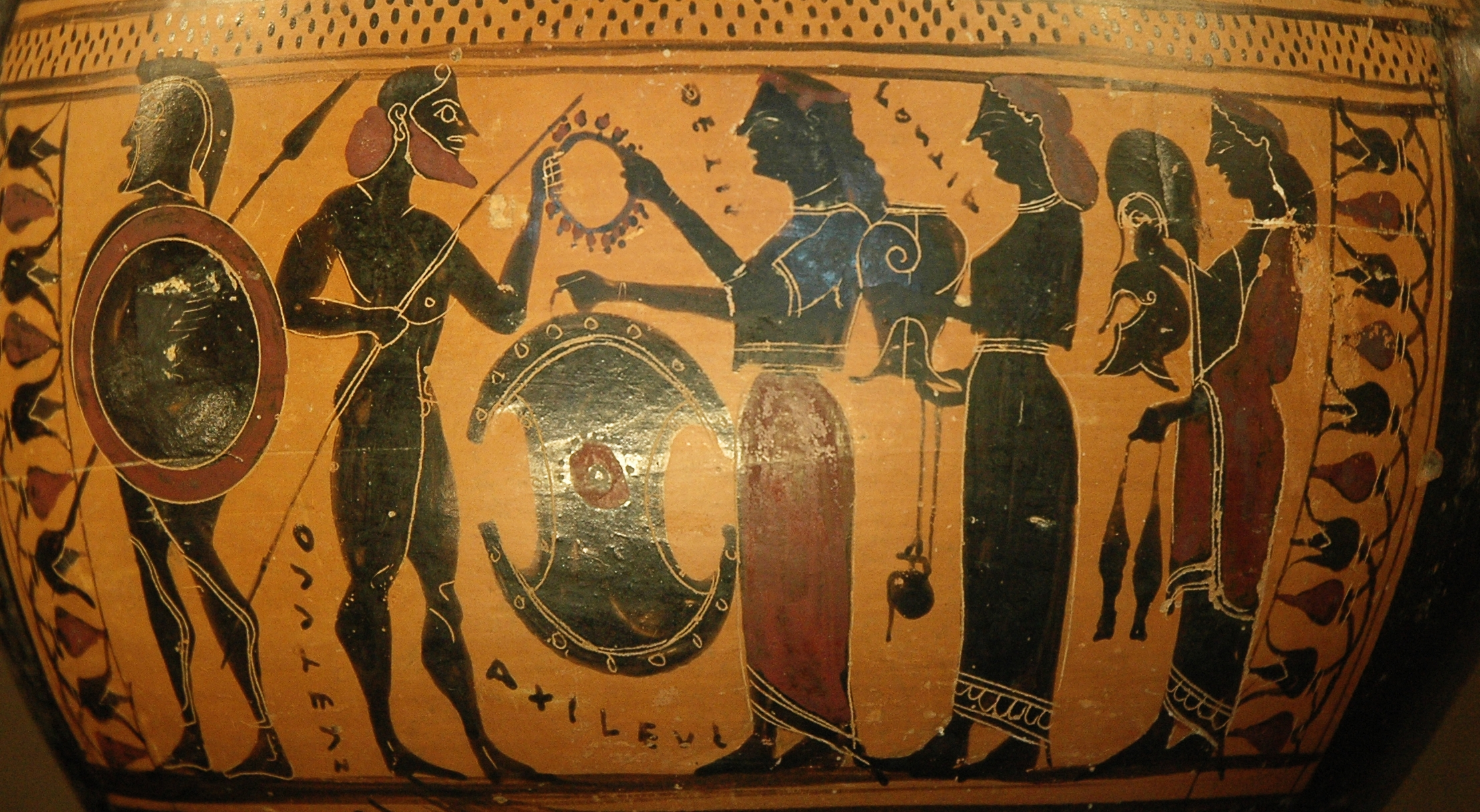
Amphore ouvragée en céramique de type attique à figure noires. Iconographie peinte figurant Thétis donnant à son fils Achille ses armes forgées par « Hφαιστος / Hếphaistos ». Artéfact tyrrhénien daté de la première moitié du VIe siècle av. J.-C.

## Témoignages littéraires antiques
Strabon écrit à leur sujet : « Les Tyrrhènes ou Tyrrhéniens ne sont connus parmi les Romains que sous les noms d'Etrusci et de Tusci : ce sont les Grecs qui leur ont donné l'autre nom, en souvenir de Tyrrhenus, fils d'Atys, qu'on nous dit avoir amené naguère une colonie lydienne dans le pays. C'était à l'occasion d'une famine, d'une disette survenue en Lydie ; le roi Atys, l'un des descendants d'Hercule et d'Omphale, ayant fait tirer au sort ses deux fils, Lydus et Tyrrhenus, retint le premier près de lui et envoya l'autre au loin avec la plus grande partie de son peuple. Tyrrhenus aborda aux rivages d'Italie, fonda douze villes dans un même canton qui fut appelé de son nom Tyrrhénie, et leur donna un seul et même chef pour les administrer. Ce chef s'appelait Tarcon : son nom se retrouve dans celui de Tarquinia, l'une des douze villes, et, comme il avait donné, étant enfant, des preuves d'une sagesse précoce, la fable nous le représente venant au monde avec des cheveux blancs. Tout le temps que les Tyrrhènes vécurent ainsi rangés sous le gouvernement d'un seul, ils furent puissants et forts ; mais il est probable que le lien qui les unissait finit par se rompre et que, chaque ville s'étant isolée, ils se trouvèrent trop faibles contre les agressions de leurs voisins et durent reculer devant eux : autrement, les eût-on vus renoncer d'eux-mêmes aux terres fertiles qu'ils possédaient pour tourner tout leur espoir vers la mer, réduits désormais à infester de leurs pirateries les différentes parties de la Méditerranée, eux, qui, en unissant leurs forces, eussent été en état non seulement de repousser toute agression venue du dehors, mais de prendre l'offensive et de tenter de lointaines expéditions ? »

## Histoire

Tablette de Marsiliana où est inscrit l'alphabet étrusque, vers 700

Les Tyrrhéniens occupaient l'Étrurie, une région antique située dans la moitié nord de la péninsule italienne, correspondant à peu près à l'actuelle Toscane. 
Ils parlaient l'étrusque, une langue s'écrivant de droite à gauche avec un alphabet dérivé de celui des Grecs et constituant un isolat linguistique.
Les Tyrrhéniens sont présents en Italie depuis le XIIe siècle av. J.-C. Ils ont peut-être fait partie des Peuples de la mer qui ont déferlé sur la Méditerranée orientale durant l'effondrement de l'âge du bronze récent (vers  1200-1150 av. J.-C.). À partir du Xe siècle av. J.-C., ils commercent avec des marchands phéniciens et grecs venant principalement d'Eubée.
Les Tyrrhéniens sont en contact avec les Carthaginois à partir du IXe siècle av. J.-C.
À partir du VIIIe siècle av. J.-C., les Grecs fondent des colonies en Italie, ce que les Romains appelleront la Grande-Grèce. C'est aussi à cette époque que Rome est fondée, en 753 av. J.-C. selon la tradition. L'Étrurie quant à elle est divisée en douze cités-États formant une dodécapole.
Les Tyrrhéniens (Étrusques) commencent à étendre leur influence sur le Latium à partir du VIIe siècle av. J.-C.. En 616, ils prennent le contrôle de Rome. Tarquin l'Ancien devient le premier roi de Rome d'origine étrusque. La dynastie des Tarquins va doter la cité d'infrastructures importantes, la modernisant considérablement. La tradition prête à Rome trois rois d'origine étrusque : Tarquin l'Ancien, Servius Tullius et Tarquin le Superbe. Ce dernier, qui gouvernait de manière illégale et autoritaire, est renversé par l'aristocratie en 509 av. J.-C. et la République romaine est proclamée. L'ancien roi déchu tentera de récupérer son trône avec l'aide de cités étrusques, mais c'est un échec. Il s'exile à Cumes, une colonie fondée par des Grecs de Chalcis, où il meurt en 495 av. J.-C. 
Il semble que Porsenna, roi de Clusium, également d'origine étrusque, ait aussi brièvement régné sur Rome.
À partir du Ve siècle av. J.-C., les Étrusques vont peu à peu être assimilés à la civilisation romaine qu'ils ont énormément influencée. Leur défaite à la bataille de Cumes en 474 av. J.-C. face aux colonies grecques de Syracuse et de Cumes marque le début de leur déclin. La conquête romaine de l'Italie signe la fin de l'indépendance des cités étrusques. Leur langue et leur culture survivent encore quelques siècles au sein de la République romaine alors en pleine expansion. La langue étrusque s'éteint au IIe siècle av. J.-C..
Malgré l'extinction de la langue étrusque, les Tyrrhéniens (appelés Étrusques par les Romains) marquèrent profondément le monde antique en influençant l'une de ses plus grandes civilisations : Rome.